# Malloewia aequa
Malloewia aequa är en tvåvingeart som först beskrevs av Becker 1912.  Malloewia aequa ingår i släktet Malloewia och familjen fritflugor. Inga underarter finns listade i Catalogue of Life.